# Pobuda & Rees
Pobuda & Rees, zeitweilig auch Pobuda, Rees et Cie. oder Pobuda, Rees und Companie, war eine 1833 in Stuttgart gegründete Druckerei und lithographische Anstalt zur Herstellung kartographischer Werke. Hierzu hatte sich der in Böhmen geborene Kupferstecher, Stahlstecher und Lithograf Wenzel Pobuda (1797–1847) mit J. Rees als beteiligtem Drucker zusammengetan.  Anfang der 1840er Jahre war hier der Lithograph und spätere Verleger Emil Hochdanz tätig.